# NGC 6435
NGC 6435 é uma galáxia  localizada na direcção da constelação de Draco. Possui uma declinação de +62° 38' 31" e uma ascensão recta de 17 horas, 40 minutos e 11,1 segundos.
A galáxia NGC 6435 foi descoberta em 15 de Junho de 1887 por Lewis A. Swift.